# USS Missouri (BB-11)
El USS Missouri (BB-11), un acorazado tipo pre-dreadnought clase Maine, fue la segunda embarcación de su clase, así como también la segunda de la Armada de los Estados Unidos en ser nombrada como el estado de Misuri. Su quilla fue colocada en febrero de 1900 en el astillero de Newport News Shipbuilding & Drydock Company, en Virginia. Fue botado en diciembre de 1901, y puesto en servicio con la flota en diciembre de 1903. Estaba armado con una batería principal de cuatro cañones de 305 mm, y podía navegar a una velocidad máxima de 18 nudos (33 km/h).
Sirvió durante toda su carrera con la Flota del Atlántico Norte, que después se convertiría en la Flota del Atlántico. A finales de 1907, la embarcación, junto con el resto de la flota navegó por todo el mundo con la Gran Flota Blanca, que terminó en febrero de 1909. La embarcación fue dada de baja en 1910, con un periodo de reactivaciones para cruceros de entrenamiento veraniegos durante los siguientes seis años. Después de la entrada de los Estados Unidos en la Primera Guerra Mundial, en abril de 1917, el Missouri fue puesto en servicio para el entrenamiento de personal de la Armada. Sirvió brevemente como transporte de tropas en 1919, repatriando de Francia a los soldados estadounidenses, antes de ser dado se baja en septiembre de ese mismo año. Finalmente fue vendido como chatarra en enero de 1922. 

## Diseño
El Missouri tenía una eslora de 120.07 m, una manga de 22.02 m, y un calado de 7.42 m. Tenía un desplazamiento estándar de 12 362 toneladas largas, y de 13 700 a máxima capacidad. Era impulsado por motores de vapor de triple expansión de dos ejes con una potencia de 16 000 caballos de fuerza (12 000 kW), conectados a dos ejes de hélices. El vapor era generado por doce calderas Thornycroft de carbón, que estaban conectadas a tres chimeneas. El sistema de propulsión generaba una velocidad máxima de 18 nudos (33 km/h). Tal como fue construido, tenía mástiles militares pesados, pero fueron reemplazados en 1909 por mástiles de celosía. Tenía una tripulación de 561 oficiales y marinos, número que fue incrementado de 779 a 813.
Estaba armado con una batería principal de cuatro cañones calibre 305 mm/40 en dos torretas dobles en la línea central, una en la proa y otra en la popa. La batería secundaria consistía en dieciséis cañones calibre 152 mm/50 serie VI, que fueron colocados en casamatas en el casco. Contaba con seis cañones calibre 76 mm/50 para la defensa a corta distancia contra buques torpederos, también montados en casamatas a lo largo del casco, ocho cañones de 3 libras, y seis cañones de 1 libra. Como estándar de los buques capitales de ese periodo, el Missouri contaba con dos tubos lanzatorpedos de 457 mm en lanzadores sumergidos a los costados del casco.
El cinturón blindado del Missouri era de 279 mm de grosor sobre los pañoles y las salas de máquinas, y de 203 mm en el resto de la embarcación. Las torretas de la batería principal tenían costados de 305 mm de grosor, y las barbetas de apoyo tenían el mismo grosor en costados expuestos. La batería secundaria estaba protegida por un blindaje de 152 mm. La torre de mando tenía costados de 254 mm de grosor.

## Historial de servicio
La quilla del Missouri fue colocada en el astillero Newport News Shipbuilding & Drydock Company, en Virginia, el 7 de febrero de 1900. Fue botado el 28 de diciembre de 1901 y puesto en servicio con la Flota el 1 de diciembre de 1903. La embarcación fue asignada con la Flota del Atlántico Norte después de entrar en servicio. Partió de Norfolk para iniciar sus pruebas de altamar en los cabos de Virginia el 4 de febrero de 1904 antes de unirse al resto de la flota para ejercicios de entrenamiento en el Caribe.
El 13 de abril, la embarcación sufrió un accidente durante un entrenamiento de artillería. El cañón de babor de 305 mm en la torreta trasera flameó hacia atrás al disparar e incendió tres cargas propelentes en la torreta. El incendio provocado sofocó a 36 marinos en la torreta, aunque la rápida acción de los sobrevivientes de la torreta previno que el incendio se expandiera hacia los pañoles, lo que hubiera destruido el navío. El Missouri regresó a Newport News para reparaciones, mismas que fueron completadas a principios de junio.
El Missouri abandonó Newport News para un viaje al Mediterráneo, volviendo a Nueva York el 17 de diciembre. Permaneció con la Flota del Atlántico Norte los siguientes tres años realizando entrenamientos regulares en tiempos de paz. Durante este periodo, la flota fue renombrada como Flota del Atlántico. Del 17 al 19 de enero de 1907, participó en tareas de socorro en Kingston, Jamaica, después de un terremoto en la zona. En abril de ese año, participó en la feria de Jamestown, para conmemorar el aniversario 300 de la fundación de la colonia de Jamestown.

### Gran Flota Blanca
La siguiente acción significativa del Missouri fue el crucero de la Gran Flota Blanca alrededor del mundo, que comenzó con una revista naval por el presidente Theodore Roosevelt, en Hampton Roads, Virginia. El crucero fue concebido como una forma de demostrar el poderío militar de los Estados Unidos, particularmente hacia Japón. Las tensiones entre Estados Unidos y Japón habían comenzado a aumentar después de la victoria japonesa en la guerra ruso-japonesa, en 1905. La prensa de ambos países pedía la guerra, y Roosevelt esperaba utilizar la demostración de poderío naval para disuadir cualquier agresión japonesa.
El 17 de diciembre, la flota partió de Hampton Roads y navegó al sur hacia el Caribe, y de ahí a Sudamérica, haciendo paradas en Puerto España, Río de Janeiro, Punta Arenas y Valparaíso, entre otros puertos. Después de llegar a la bahía de Magdalena, México, en marzo de 1908, la flota pasó tres semanas llevando a cabo prácticas de artillería. La flota continuó su viaje por la costa americana del Pacífico, deteniéndose en San Francisco, California, y en Seattle antes de cruzar el Pacífico hacia Australia, deteniéndose de camino en Hawái. Algunas paradas en el Pacífico Sur incluyeron Melbourne, Sídney y Auckland.
Después de dejar Australia, la flota giró al norte hacia Filipinas, deteniéndose en Manila antes de continuar hacia Japón, donde se realizó una ceremonia de bienvenida en Yokohama. En noviembre, le siguieron tres semanas de ejercicios en la bahía de Súbic, Filipinas. Las embarcaciones pasaron por Singapur el 6 de diciembre y entraron al océano Índico, cargaron carbón en Colombo antes de cruzar el canal de Suez y volvieron a abastecerse de carbón en Puerto Saíd, Egipto. La flota hizo escala en varios puertos del Mediterráneo antes de detenerse en Gibraltar, donde una flota internacional de barcos de guerra británicos, rusos, franceses y alemanes los recibieron. Las embarcaciones cruzaron el Atlántico para regresar a Hampton Roads el 22 de febrero de 1909, habiendo viajado 46 729 millas náuticas (82 542 km). Ahí, pasaron revista con el presidente Theodore Roosevelt.

### Últimos años

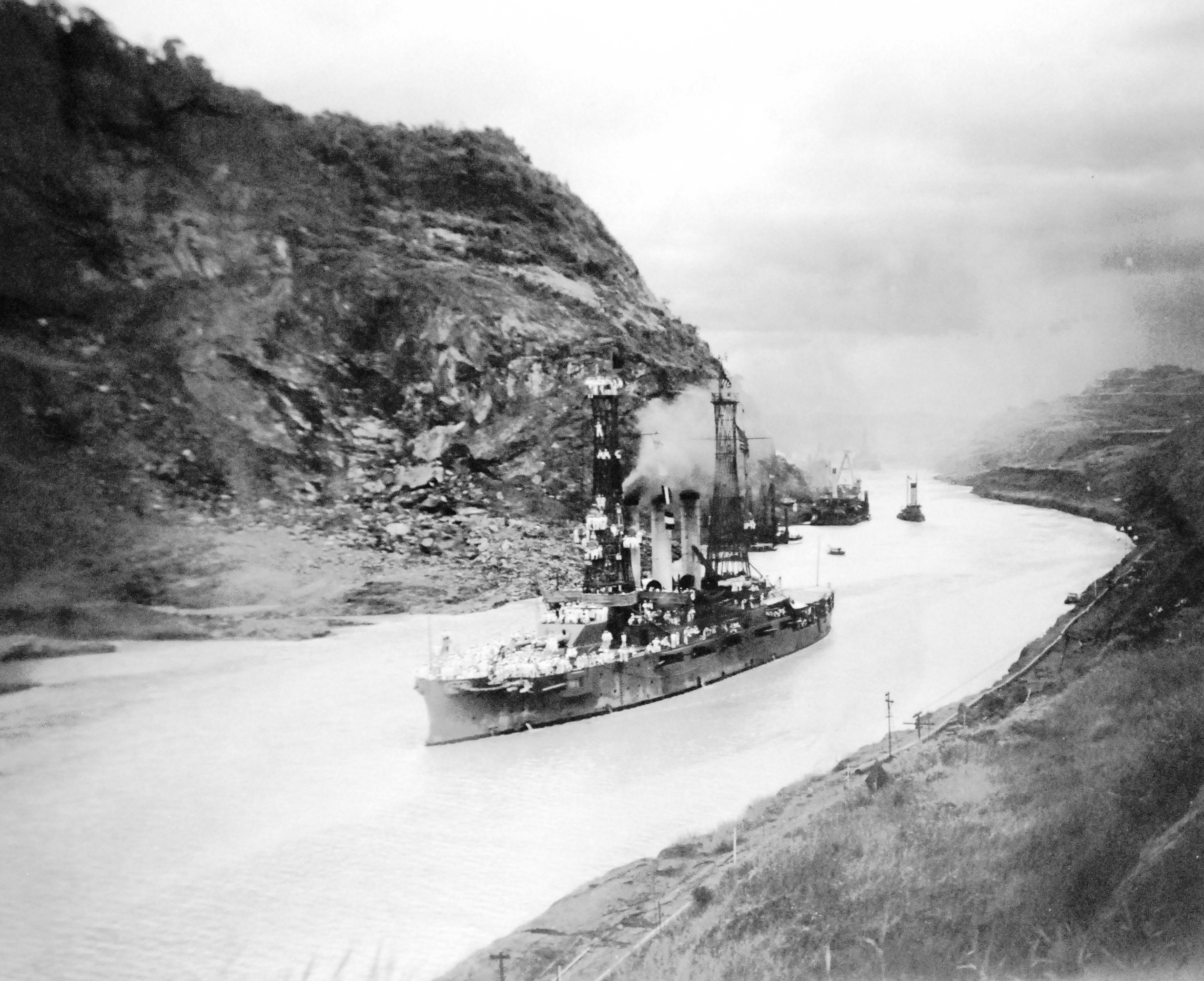
USS Missouri cruzando el Canal de Panamá

El Missouri pasó los siguientes años fuera de servicio, con reactivaciones periódicas para cruceros de entrenamiento veraniegos para guardamarinas de la Academia Naval de los Estados Unidos. Fue reducido temporalmente a la reserva el 1 de mayo de 1910 en Boston, aunque fue puesto en servicio de nuevo el 1 de junio de 1911 con la Flota del Atlántico. En junio de 1912, la embarcación fue desplegada en Cuba con un contingente de marines para proteger los intereses estadounidenses durante una rebelión en el país. Realizó un crucero de entrenamiento para guardamarinas en julio antes de ser dado de baja por segunda vez el 9 de septiembre, en Filadelfia. Regresó al servicio el 16 de marzo de 1914 para otro crucero con guardamarinas, que visitaron Italia y la Gran Bretaña. El 2 de diciembre, fue dado de baja una vez más antes de regresar al servicio el 15 de abril de 1915 para un crucero con guardamarinas en el Caribe, cruzaron el Canal de Panamá, y visitaron puertos de California. Después de regresar a Filadelfia, fue reducido a la Flota de la Reserva el 18 de octubre. Volvió a entrar en un periodo de servicio activo el 2 de mayo de 1916 para un crucero de entrenamiento a lo largo de la costa este de los Estados Unidos y el Caribe, antes de volver a ser atracado a finales de ese mismo año.
El 6 de abril, Estados Unidos le declaró la guerra a Alemania, entrando así en la Primera Guerra Mundial. El Missouri entró una vez más en servicio el 23 de abril como buque escuela de artilleros y personal de cuarto de máquinas, con base en la bahía de Chesapeake. El contraalmirante Hugh Rodman asumió el mando del Missouri el 26 de agosto, como comandante de la 2.ª División de la Flota del Atlántico. El 11 de noviembre de 1918, Alemania firmó el armisticio que le puso fin a la guerra. La embarcación fue usada para repatriar de Europa a los soldados estadounidenses como parte de la Fuerza de Crucero y Transporte. Su primer viaje comenzó el 15 de febrero de 1919 cuando navegó de Norfolk; realizó otros tres viajes ese año. En el transcurso de cuatro viajes, transportó a 3278 soldados de vuelta a los Estados Unidos. El viejo acorazado fue dado de baja por última vez el 8 de septiembre de 1919 en el astillero de Filadelfia. Fue vendido como chatarra el 26 de enero de 1922 y desguazado.